# 旭日干
旭日干（1940年8月24日—2015年12月24日），男，蒙古族，内蒙古自治区科尔沁右翼前旗人，中国家畜繁殖生物学与生物技术专家。

## 生平
1965年毕业于内蒙古大学生物系。20世纪70年代以来长期从事以家畜生殖生物学为中心的现代畜牧业高技术的研究。1984年获日本兽医畜产大学兽医学博士学位。曾任内蒙古大学校长、中国工程院副院长等职。
1993年5月至2006年10月，任内蒙古大学校长。1995年当选为中国工程院院士。1995年5月，中国科学技术协会第四次代表大会召开，并选举产生第四届全国委员会。5月27日，第四届全国委员会第一次会议召开，其被选为常务委员。2001年6月，中国科学技术协会第六次全国代表大会召开，并选举其出任第六届全国委员会副主席。2005年12月20日被匪徒绑架，并于21日被警方解救。
2008年，当选第十一届全国政协委员，代表教育界，分入第四十一组，并担任民族和宗教委员会专委。
2015年12月24日，在北京逝世。